# سام جاكسون (صحفي)
سام جاكسون (بالإنجليزية: Charles Samuel Jackson)‏ هو ناشر وصحفي أمريكي، ولد في 15 سبتمبر 1860 في Deltaville, Virginia ‏ في الولايات المتحدة، وتوفي في 24 ديسمبر 1924 في بورتلاند في الولايات المتحدة.